# Sópapír

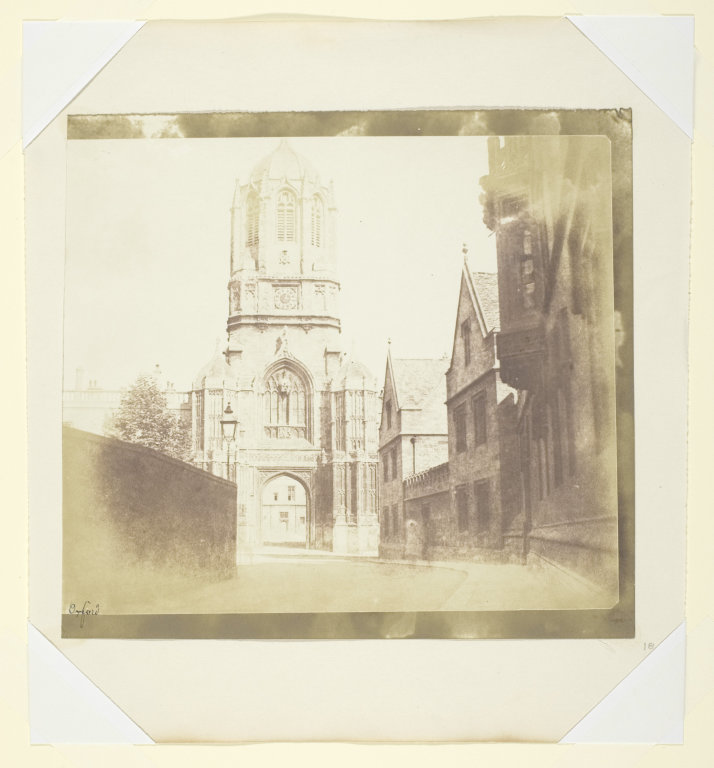
Henry Fox Talbot kalotípiája, Gate of Christchurch, Oxford 1844 körül.

A sópapír vagy sóspapír fényképészeti pozitívanyag, kimásolópapír. Többek kísérletei után a gyakorlatban használt változatát William Fox Talbot fejlesztette ki a kalotípiával folytatott kísérletei során, és annak 1841-es szabadalmaztatását követően alkalmazták széles körben. Más negatív eljárással készült képek pozitívanyagaként is alkalmazták, így használata a talbotípia korszak után is folytatódott; gyakran kifestett fényképekhez alkalmazták.

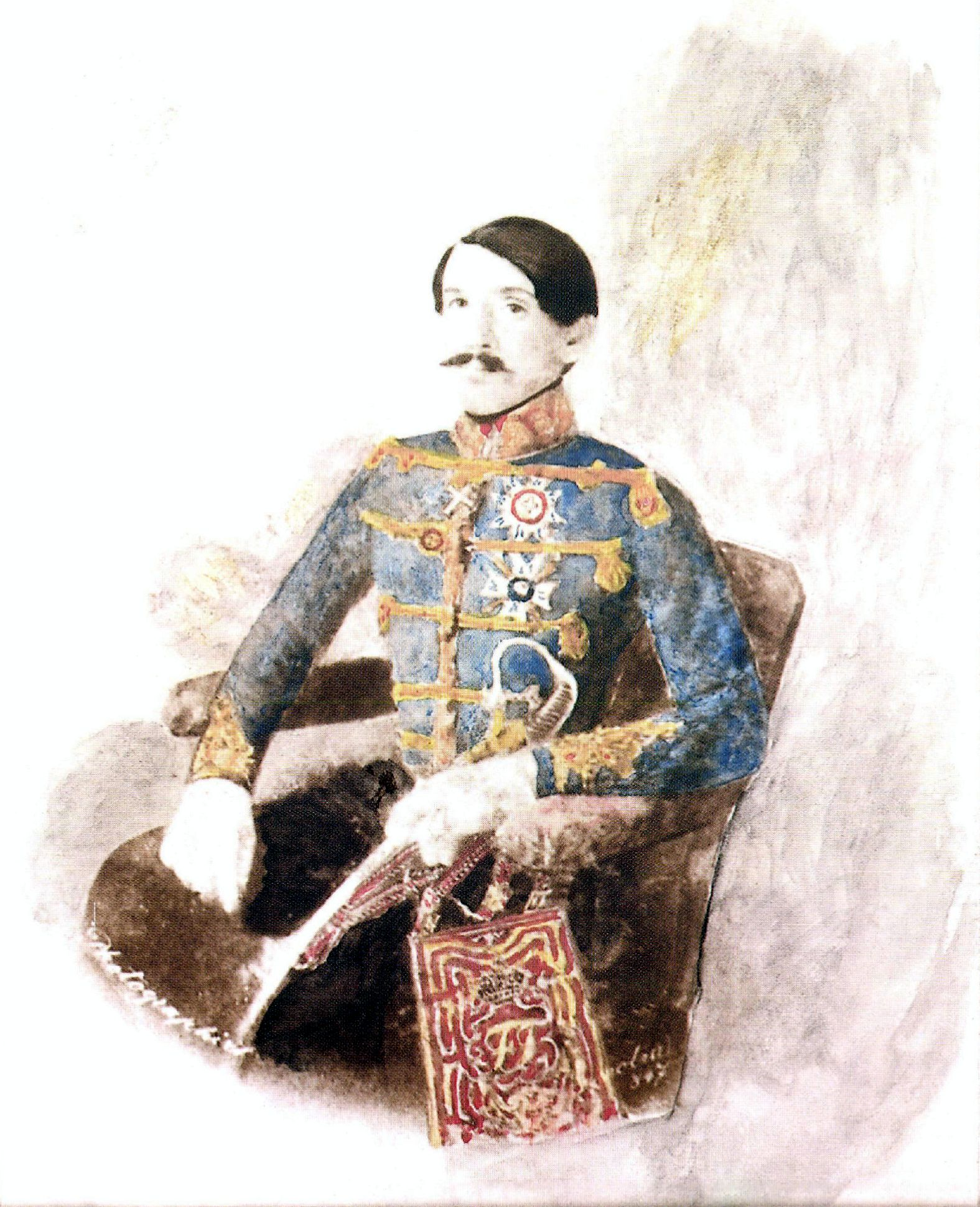
Kiss Ernő császári-királyi ezredes, honvéd altábornagy, aradi vértanú 1847-ben. Kramolin Alajos (1812–1892) színezett talbotípiája

Házilag készült a fotográfus által. Jó minőségű levélpapírt kloridsós oldatban áztattak, majd megszárították, használat előtt egyik oldalát ezüst-nitrát oldatával kezelték, és így létrejött fényérzékeny rétege az ezüst-klorid. Kontaktmásolással másolókeretben exponálták negatívról, a kép a fény hatására barnás színben jelent meg rajta. Ezután rögzítették nátrium-tioszulfát oldatban (eleinte erre a célra más anyagokkal is próbálkoztak). Az aranyszínezés feltalálása után a folyamatba ez a művelet is bekerült a kép tartósságának fokozása és színének szebbé tétele érdekében. Mindazonáltal a legkevésbé tartós, a környezeti károsító hatásokra legérzékenyebb fotográfiai anyagok közé tartozik. 